# Bayerischer Rundfunk
La Bayerischer Rundfunk (litt. « Radiodiffusion bavaroise ») est un organisme de droit public basé à Munich, membre de l'ARD (Communauté de travail des établissements de radiodiffusion de droit public de la République Fédérale d’Allemagne).
Il s'agit du service public audiovisuel de la Bavière.

## Histoire
Le 18 septembre 1922, est créé le premier service de radiodiffusion bavarois sous le nom de Deutsche Stunde in Bayern qui diffuse son premier programme le 30 mars 1924. Il devient Bayerischer Rundfunk GmbH en 1931.
À partir de 2012, BR devient un média global en étant l'un des premiers établissements audiovisuels publics en Allemagne à rapprocher les stations de télévision et de radio régionales qui jusque-là fonctionnaient séparément, auxquelles s'ajoute la diffusion par Internet.

## Programmes

### Télévision
- Bayerisches Fernsehen : chaine de télévision généraliste régionale diffusant notamment des émissions d'information (journaux, magazines, débats, documentaires) et de divertissement d'intérêt régional mais aussi de la fiction.

- ARD-alpha : chaîne éducative.

### Radio

#### Stations diffusées en FM et en numérique
- Bayern 1 : station musicale et de proximité destinée en priorité aux auditeurs âgés de plus de 50 ans. Jusqu'à la fin des années 1990, elle diffusait majoritairement de la variété allemande. À la suite de réformes entreprises en vue de rendre l'antenne plus attractive pour les annonceurs, elle a progressivement abandonné la diffusion de musique germanophone et diffuse essentiellement  des succès anglo-saxons des années 1950, 1960 et 1970 (Oldies). Certaines émissions spécialisées dans d'autres styles de musique (variété allemande et musique traditionnelle) sont diffusées en soirée. Bayern 1 propose un bulletin d'information toutes les heures, des informations locales et régionales à la demie de chaque heure en journée et un décrochage régional de 12h00 à 13h00. Bayern 1 diffuse également des informations routières toutes les demi-heures, des retransmissions sportives et divers rubriques d'information et de service tout au long de la journée qui ponctuent son programme musical.
- Bayern 2 : station généraliste et culturelle proposant des émissions d'information approfondies de 7 heures à 8h30, de 13h00 à 14h00 et de 17h00 à 18h00, des magazines scientifiques, culturels et de service, des débats et interviews et des émissions musicales spécialisées (musique traditionnelle allemande, musique pop alternative, etc.).
- Bayern 3 : station musicale et de service destinée en priorité aux auditeurs âgés de moins de 50 ans. Elle diffuse principalement de la musique pop et rock des années 1980 à aujourd'hui. Bayern 3 propose également un flash d'information toutes les heures et parfois toutes les demi-heures et des informations routières toutes les demi-heures et à tout moment si nécessaire. Enfin, le programme musical est agrémenté tout au long de la journée de rubriques informatives et de divertissement.
- BR-Klassik : station spécialisée dans la diffusion de musique classique. On y trouve également des bulletins d'information, des informations culturelles et des émissions spécialisées sur différents styles de musique classique ou de jazz. BR-Klassik diffuse régulièrement des concerts.
- B5 aktuell : station d'information en continu diffusant un journal de huit minutes à :00 et :30 de chaque heure, un flash de cinq minutes à :15 et :45 de chaque heure et des rubriques d'information thématiques (Bavière, culture, économie, sport, reportages) le reste du temps. Le dimanche sa grille est différente : elle diffuse un flash de cinq minutes toutes les 30 minutes et des magazines thématiques de 25 minutes sur la politique, les médias, les nouvelles technologies, la santé, etc.

#### Stations diffusées uniquement en numérique (DAB, satellite et internet)
- on3radio : station musicale jeune spécialisée dans la diffusion de musique indépendante et alternative de différents styles (rock, hip-hop, électronique) et accordant une place de choix aux artistes régionaux (20 % de la programmation). Elle propose un magazine quotidien de 16 heures à 19 heures, le reste du temps l'antenne n'est pas animée et est constituée de musique sans interruption. on3radio est également diffusée en analogique sur les ondes moyennes.
- Bayern Plus : station musicale destinée à un public âgé et spécialisée dans la diffusion de variété allemande. Elle est animée en direct de 8 heures à 13 heures.
- BR Verkehr : station d'informations routières en continu utilisant une voix de synthèse.

## Prix et distinctions
- Bayerischer Poetentaler 2012